# Liste der Monuments historiques in Adainville
Die Liste der Monuments historiques in Adainville führt die Monuments historiques in der französischen Gemeinde Adainville auf.

## Liste der Bauwerke
| Bezeichnung     | Beschreibung              | Standort | Kennzeichnung | Schutzstatus | Datum | Bild           |
| --------------- | ------------------------- | -------- | ------------- | ------------ | ----- | -------------- |
| Kirche St-Denis | Erbaut im 13. Jahrhundert | (Lage)   | PA00087358    | Classé       | 1909  | weitere Bilder |

## Liste der Objekte

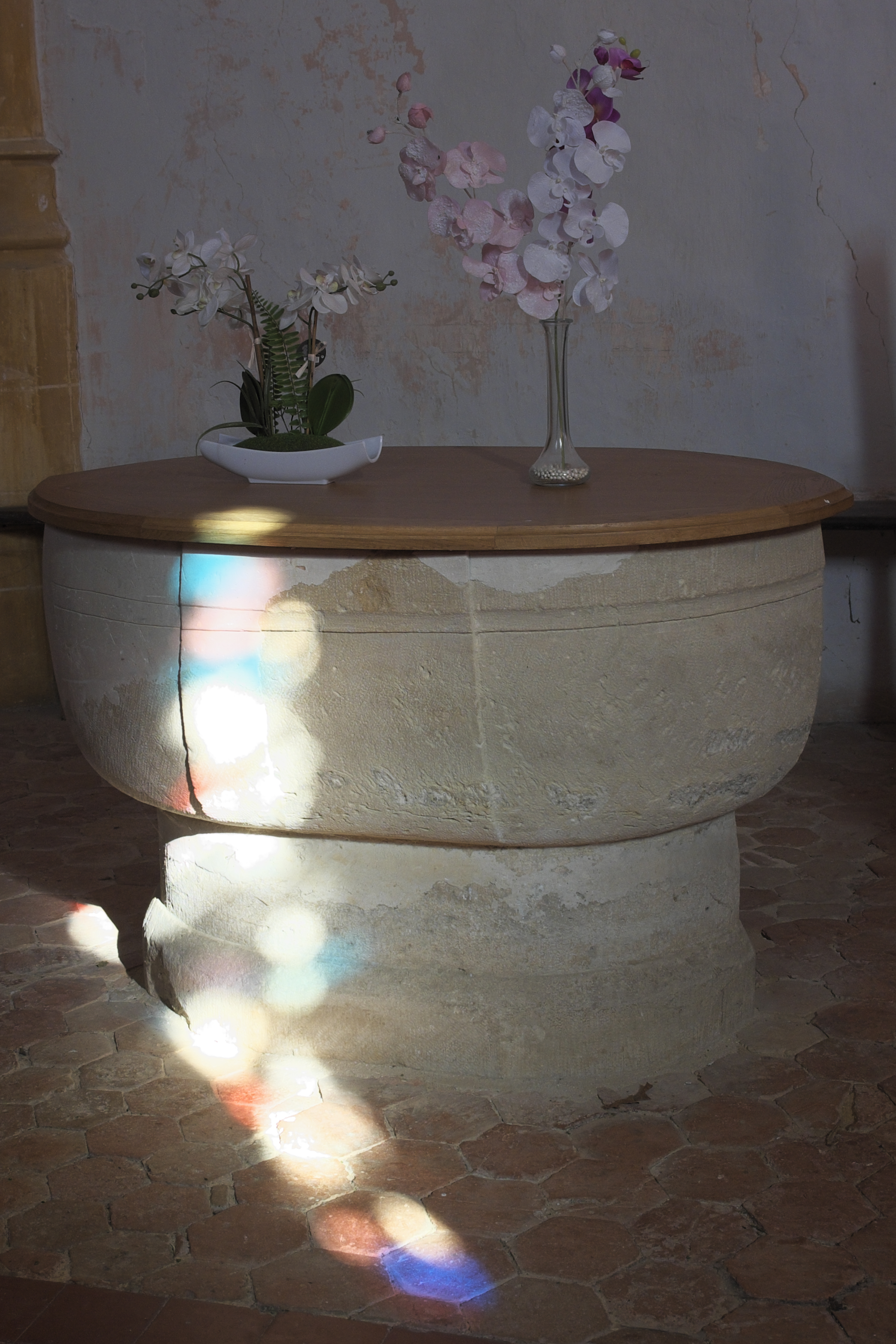
Taufbecken (16. Jahrhundert) in der Kirche St-Denis

- Monuments historiques (Objekte) in Adainville in der Base Palissy des französischen Kultusministeriums